# Rex Stout
Rex Todhunter Stout (/staʊt/; n. 1 decembrie 1886, Noblesville⁠(d), Indiana, SUA – d. 27 octombrie 1975, Danbury⁠(d), Connecticut, SUA) a fost un scriitor american cunoscut pentru romanele sale polițiste. Cele mai cunoscute personaje ale sale sunt investigatorul privat Nero Wolfe și asistentul său Archie Goodwin, care au apărut în 33 de romane și 39 de nuvele între 1934 și 1975.
În 1959, Stout a primit premiul Grand Master Award al Scriitorilor de Romane Polițiste din America. Romanele și povestirile despre Nero Wolfe au fost nominalizate pentru cea mai bună serie polițistă a secolului la Bouchercon XXXI, cea mai mare convenție de romane polițiste din lume, iar Rex Stout a fost nominalizat pentru cel mai bun scriitor de literatură polițistă al secolului al XX-lea.
Pe lângă scrierea de cărți, Stout a fost un intelectual public proeminent timp de decenii. Stout a fost activ în primii ani ai Uniunii pentru Libertăți Civile Americane și fondator al Vanguard Press. A ocupat funcția de șef al Comitetului de război al scriitorilor în timpul celui de-al doilea război mondial, a devenit o celebritate radio prin numeroasele sale emisiuni și, mai târziu, a promovat federalismul mondial. El a fost timp îndelungat președinte al Authors Guild, timp în care a încercat să ajute scriitorii prin lobby pentru reforma legilor interne și internaționale privind drepturile de autor și a îndeplinit un mandat de președinte al Mystery Writers of America.